# Robert Fagan
Robert Fagan (Londra, 1761 – Roma, 1816) è stato un pittore e archeologo irlandese.

## Biografia

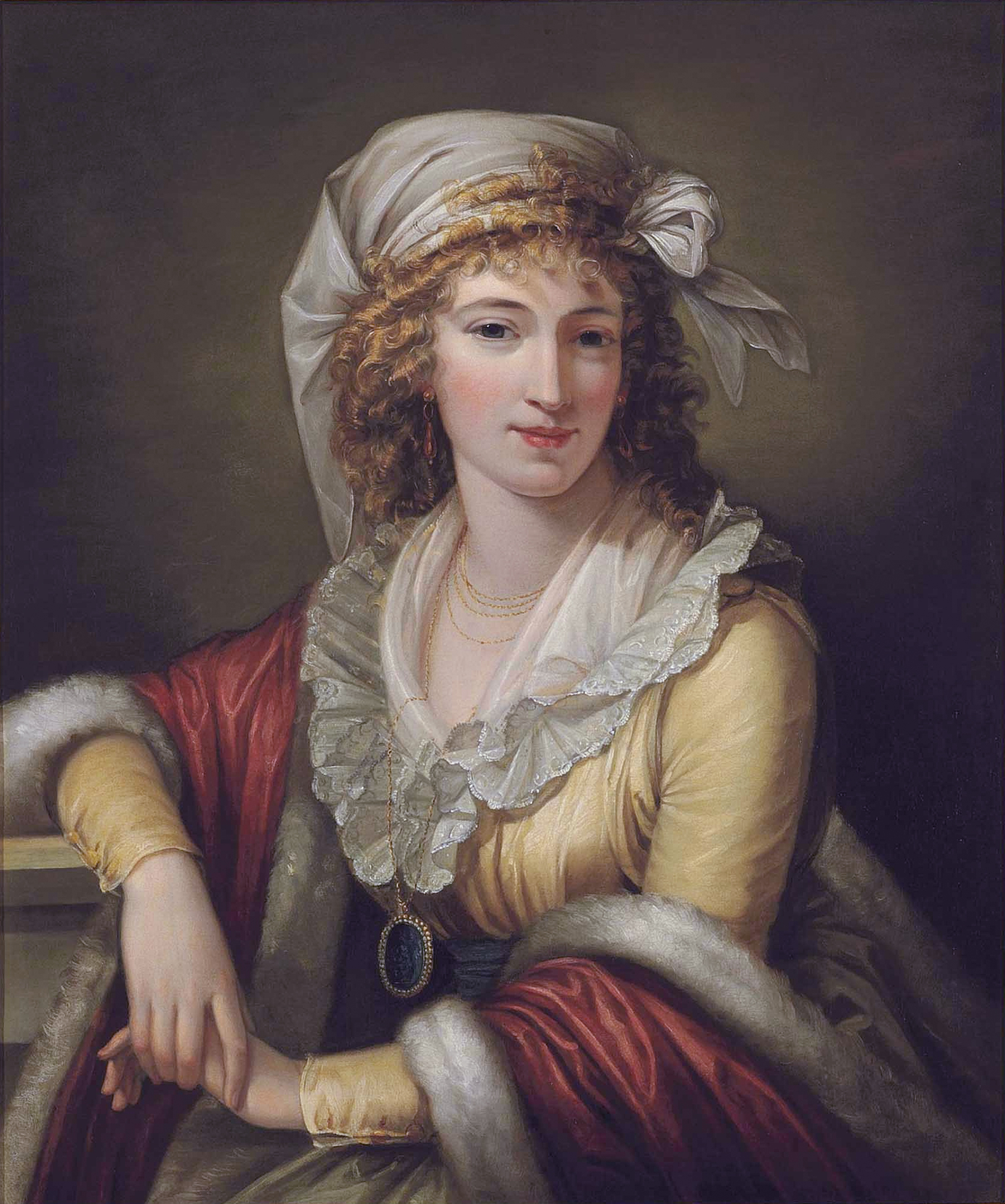
Anna Maria Ferri (Robert Fagan)

Nato nel 1761 a Londra, era figlio di un fornaio originario di Cork in Irlanda.
Dal 1781 studiò pittura e disegno alla Royal Academy.
Nel 1783, alla morte del padre e avendo ereditato beni consistenti, si trasferì prima a Parigi e poi a Roma. Ritrasse in Italia i ricchi visitatori inglesi, in stile neoclassico e si occupò di commercio di dipinti e sculture antiche e di scavi archeologici alla ricerca di antichità.
Nel 1790 sposò Anna Maria Ferri e dopo la sua morte, nel 1801, si risposò con Maria Ludovica Flajani.

## Attività di pittore
Ritrasse la prima moglie poco dopo il matrimonio in un dipinto conservato alla Tate Gallery di Londra. 
Del 1791 è un ritratto di lady Clifford e nel 1793 ritrasse a Roma lady Emma Hamilton di cui si conosce anche un altro ritratto in veste di baccante (collezione Smurfit). Negli stessi anni ritrasse anche lady Mainwaring.
Un autoritratto dell'artista con la seconda moglie, del 1805, è conservato nell'Hunt Museum di Limerick, in Irlanda. Dello stesso anno è un ritratto di Margaret Simpson come Hibernia.
Ritrasse anche sir Acton e la sua famiglia.

## Attività archeologica

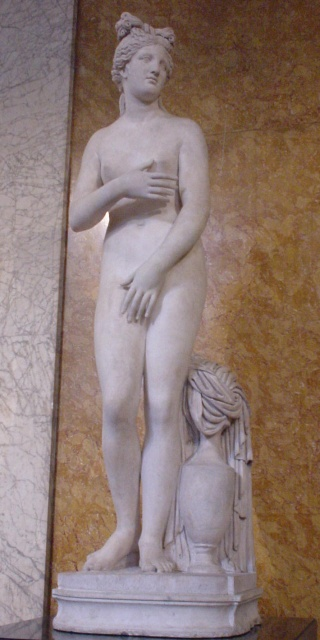
Statua della Venere del tipo capitolino al British Museum

Si occupò inoltre di nel 1792-1793 scavò a Roma la tomba di Claudia Semne sulla via Appia antica e negli stessi anni il mitreo "Fagan" a Ostia antica.
Nella primavera del 1794 scavò una villa romana a Campo Iemini, presso Torvaianica, con il principe Augusto Federico di Hannover, figlio del re del Regno Unito Giorgio III di Hannover, e sir Corbert, dove fu rinvenuta una statua in marmo della prima metà del II secolo di Venere (del tipo della Venere capitolina), oggi nel British Museum di Londra.. In suo possesso fu anche un ritratto di Filippo l'Arabo, venduto nel 1804 ai Musei Vaticani.
Nel 1808 ottenne da Ferdinando III di Sicilia e IV di Napoli la concessione di scavo per tutta l'isola e scavò alla ricerca di antichità presso la villa del Casale di Piazza Armerina e a Tindari. Nel 1809 divenne console generale inglese per la Sicilia.
Dopo la sua morte parte della sua collezione archeologica venne acquistata dal Museo archeologico regionale "Antonio Salinas" di Palermo.

## Suicidio
Nel 1815 si recò in Inghilterra con il compito di realizzare una serie di affreschi in stile classico, ma non completò l'incarico, con pesanti conseguenze economiche. Ritornato a Roma e oppresso dai debiti, si uccise l'anno seguente gettandosi da una finestra.